# Barbara (album)
Barbara è il quarto album discografico in studio del gruppo musicale indie rock statunitense We Are Scientists, pubblicato nel 2010.

## Tracce
1. Rules Don't Stop – 2:18
2. I Don't Bite – 2:48
3. Nice Guys – 2:56
4. Jack & Ginger – 3:23
5. Pittsburgh – 4:27
6. Ambition – 3:15
7. Break It Up – 2:57
8. Foreign Kicks – 4:00
9. You Should Learn – 3:04
10. Central AC – 2:42